# Вишпіль
Ви́шпіль — село в Україні, в Оліївській територіальній громаді Житомирського району Житомирської області. Чисельність населення становить 410 осіб (2001). У 1928—54 роках — адміністративний центр колишньої однойменної сільської ради.

## Населення
За довідником 1885 року в поселенні мешкало 278 осіб, налічувалося 42 дворових господарства.
Відповідно до результатів перепису населення Російської імперії 1897 року, загальна кількість мешканців села становила 547 осіб, з них: православних — 513, чоловіків — 282, жінок — 265.
У 1906 році налічувалося 512 мешканців, дворів — 88, у 1923 році — 890 жителів, дворів — 197.
Відповідно до результатів перепису населення СРСР, кількість населення, станом на 12 січня 1989 року, становила 430 осіб. Станом на 5 грудня 2001 року, відповідно до перепису населення України, кількість мешканців села становила 410 осіб.

### Мова
Розподіл населення за рідною мовою за даними перепису 2001 року:
| Мова       | Кількість | Відсоток |
| ---------- | --------- | -------- |
| українська | 402       | 98.05 %  |
| російська  | 7         | 1.71 %   |
| польська   | 1         | 0.24 %   |
| Усього     | 410       | 100 %    |

## Історія
Згадується у люстрації Київського воєводства 1754 року, перебувало в посесії володимирського гродського регента Вишпільського, сплачувало з 20 дворів 3 злотих і 4 гроші до замку та 12 злотих і 16 грошів до скарбу.
У середині 19 століття — сільце Житомирського повіту Волинської губернії. Входило до православної парафії у Зорокові, за 2 версти. Належало до вільського ключа.
За довідником 1885 року — колишнє власницьке сільце Черняхівської волості Житомирського повіту Волинської губернії. Були дім молитви, школа, заїзд.
Наприкінці 19 століття — сільце Черняхівської волості Житомирського повіту Волинської губернії. Входило до зороківської православної парафії.
У 1906 році — сільце Черняхівської волості (7-го стану) Житомирського повіту Волинської губернії. Відстань до повітового центру, м. Житомир, становила 14 верст, до волосного центру, містечка Черняхів — 10 верст. Найближче поштове відділення — у Горошках.
У 1923 році включене до складу новоствореної Зороківської сільської ради, яка 7 березня 1923 року увійшла до складу новоутвореного Черняхівського району Житомирської (згодом — Волинська) округи. Розміщувалося за 9 верст від районного центру, міст. Черняхів, та 2 версти — від центру сільської ради, с. Зороків. 6 лютого 1928 року в селі створено окрему, Вишпільську сільську раду Черняхівського району. 11 серпня 1954 року, відповідно до указу Президії Верховної ради Української РСР «Про укрупнення сільських рад по Житомирській області», внаслідок укрупнення сільських рад, село підпорядковане Зороківській сільській раді Черняхівського району.
7 вересня 2016 року село увійшло до складу новоутвореної Вільської сільської об'єднаної територіальної громади Черняхівського району Житомирської області.
12 червня 2020 року, відповідно до розпорядження Кабінету Міністрів України № 711-р «Про визначення адміністративних центрів та затвердження територій територіальних громад Житомирської області», територію та населені пункти Вільської сільської об'єднаної територіальної громади включено до складу Оліївської сільської територіальної громади Житомирського району Житомирської області.